# Glaukiasz (orvos)
Glaukiasz (Kr. e. 4. század) görög) orvos
Életéről mindössze annyut tudunk, hogy kora egyik nagy tekintélyű orvosa és első magyarázója volt Hippokratész műveinek. E magyarázatai, illetve idősebb Plinius által említett önálló munkái elvesztek.